# 大神惟基
大神 惟基（おおみわ これもと）は、平安時代中期または後期の武将。豊後大神氏の祖と伝えられる。

## 出生伝説
『平家物語』や『源平盛衰記』などに記されている、祖母山大明神の神体である蛇との蛇神婚伝説で殊に有名である。
『平家物語』には、豊後国国司の刑部卿藤原頼輔とその息子で代官の藤原頼経が、京から、平氏一族を匿う九州の武家らを源氏に従わせよとの旨の命を受け、これを緒方惟義に下命した件があるが、ここで緒方の先祖「あかがり大太」のことが語られている。
すなわち、豊後国の山里に住んでいた娘の許に、身元の知れぬ男が毎夜通ってきて、娘は子供を身ごもってしまった。母に唆されて娘が男の狩衣に糸を通した針を刺し、その後をつけると、男は祖母山の麓の岩穴へと入っていく。娘が姿を見せるように請うと、男はついに大蛇の本身を現す。そして、狩衣に刺したと思った針は、大蛇の喉元に刺さっており、大蛇は、生まれてくる子供は男児で、武芸で九州二島に並ぶ者はないであろうと告げ、息絶える。やがて生まれた子は、大蛇が言うとおりの男児で、祖父から名を取って大太と名付けられた。成長が早く7歳で元服し、手足があかぎれでひび割れていたため「あかがり大太」と呼ばれたという。
件の大蛇は、日向国にあがめられ給える高知尾の明神の神体なり。この緒方の三郎は、あかがり大太には五代の孫なり。—平家物語 巻第八
平家物語は作者が不明であるが、このことから緒方惟義の五代前の祖とされる大神惟基が、あかがり大太にあたるとされている。
大分県竹田市の健男霜凝日子神社（穴森神社）には、この大蛇が住んでいたと伝えられる岩穴がある。

## 人物
出生伝説は有名であるが、惟基自身の生涯については詳細はわかっていない。
その祖については、宇佐八幡宮の創建者である大神比義や、畿内の貴族であった大神良臣などが候補として挙げられている。
豊後国海部郡を本拠とし、藤原純友の副将であった佐伯惟基（是基）を惟基と同人物として擬する説もあるが、年代上問題があるとされる。
神婚伝説のためか、神社の創建や再興との関わりが伝えられている。熊本県人吉市にある青井阿蘇神社は、大同元年（806年）、大神惟基が阿蘇神社の祭神12柱のうち3柱を分祀して創建したと伝えられる。
また、宮崎県西臼杵郡高千穂町にある天岩戸神社は、社伝によると、弘仁3年（812年）に大神惟基によって再興されたとされる。

## 子孫
惟基には5人の男子があり（9人とする説もある）、惟基はこれを豊後国南部を中心とした地域に置いて勢力の拡大を図った。
- 長男：高千穂（高知尾）太郎政次 - 日向国臼杵郡高千穂郷を本貫とし、三田井氏の祖となる。三田井親武の代に滅ぼされた。
- 次男：阿南次郎惟秀 - 豊後国大分郡阿南郷を本貫とし、阿南氏の祖となる。
- 三男：稙田七郎惟平 - 豊後国大分郡稙田郷を本貫とし、稙田氏の祖となる。
- 四男：大野八郎政基（栄基とも） - 豊後国大野郡を本貫とし、大野氏の祖となる。
- 五男：臼杵九郎惟盛 - 豊後国海部郡臼杵荘を本貫とし、臼杵氏の祖となる。

大神氏は、ここからさらに37氏に枝分かれし、九州で最大規模の武士団に成長する。葦屋浦の戦いで戦勲を挙げた緒方惟栄は、臼杵氏または同族の佐伯氏から分かれた緒方氏に連なる惟基の5代の子孫である。『平家物語』では、惟栄を「おそろしきものの末」などと描写し、その勇猛さの源を祖先である惟基の出自に求めている。
9人説
- 長男　惟房　高知尾（たかちお）太郎惟政、三田井政次　　- 三田井氏の祖
- 二男　惟季　阿南（あなみ）次郎、四穂田次郎　　- 阿南氏の祖。庶家に小原氏、大津留氏、武宮氏、橋爪氏。
- 三男　惟則　野尻（のじり）三郎　　[注釈 2][3]
- 四男　惟顯　直入（なおいり）四郎　　[注釈 3] [3]
- 五男　惟清　城原（きばる）五郎　　[注釈 4][3]
- 六男　惟通　朽網（くたみ）太郎　　[注釈 5][3]
- 七男　惟平・季定　稙田（わさだ）七郎　　- 稙田氏の祖
- 八男　惟基・惟平・栄基　大野（おおの）八郎　　- 大野氏の祖。庶家に敷戸氏。[3]
- 九男　惟盛　臼杵（うすき）九郎、三重九郎太夫　　- 臼杵氏の祖。庶家に緒方氏、佐賀氏、佐伯氏。[3]